# Günther Herrmann (commandant SS)
Pour les articles homonymes, voir Herrmann.
Ne doit pas être confondu avec Günther Herrmann.
Günther Herrmann (15 septembre 1908 - 17 février 2004) est un fonctionnaire de la SS de l'Allemagne nazie pendant la Seconde Guerre mondiale. Il commande le Sonderkommando 4b et l'Einsatzkommando 12 de l'Einsatzgruppe C en Union soviétique occupée et de l'Einsatzgruppe E en Croatie. En 1973, Herrmann est reconnu coupable de crimes de guerre commis en 1941-1942 dans l'Union soviétique occupée et est condamné à sept ans de prison.

## Carrière
Herrmann étudie la jurisprudence et les sciences politiques à l'université de Göttingen. Il rejoint le parti nazi en 1933 et la SS en 1935. En février 1935, Herrmann est nommé sous-chef de la Gestapo à Kiel ; entre 1936 et 1939, il est chef de la Gestapo à Kassel. Lors de l'occupation allemande de la Tchécoslovaquie et de l'établissement du protectorat de Bohême et de Moravie en 1939, Herrmann est nommé chef de la Gestapo à Brno.
En juin 1941, Herrmann est nommé au commandement du Sonderkommando 4b de l'Einsatzgruppe C, qui est rattaché au groupe d'armées sud de la Wehrmacht et opère dans le nord et le centre de l'Ukraine. Le commandement de Herrmann arrive à Lemberg le 30 juin 1941, où il coopère avec la milice ukrainienne. À Tarnopol, en coopération avec l'unité d'Hermann, les nationalistes ukrainiens déclenchent des pogroms contre la population juive locale. Au moment où l'unité de Herrmann quitte Tarnopol le 11 juillet, 127 personnes avaient été exécutées et 600 autres assassinées dans les pogroms.
À la mi-août 1941, Herrmann assiste à la réunion des dirigeants des Einsatzgruppen à Jitomir où ils reçoivent « l'ordre strict » qu'à partir de ce moment-là, les femmes et les enfants juifs devront également être tués. À cette occasion, Herrmann est réprimandé pour la lenteur de ses opérations meurtrières. Selon le témoignage d'après-guerre de son subordonné, Lothar Fendler (en), Herrmann s'est plaint que les supérieurs « jugeaient l'efficacité d'un commando en fonction du nombre de personnes que le commando avait exécutées ».
Le Sonderkommando 4b opère vers Proskurov, Vinnytsia, Kirovohrad et atteint Krementchouk et Poltava en septembre. Selon un rapport du 25 septembre 1941, le commando de Herrmann a assassiné 13 fonctionnaires soviétiques et 290 juifs. Le 1er octobre 1941, Herrmann est remplacé par Fritz Braune (de). D'après le témoignage d'après-guerre de Braune, Herrmann fut chaleureusement envoyé par le général Hermann Hoth, commandant la 3e armée de Panzer.
En octobre 1942, Herrmann est nommé commandant de l'Einsatzkommando 12 de l'Einsatzgruppe D. Ce commando a opéré dans la région des marais de Prypiat en 1943. De 1943 à 1944, Herrmann dirige l'Einsatzgruppe E en Croatie.

## Procès et condamnation
Herrmann est arrêté en 1962, avant d'être libéré sous caution. Le 12 janvier 1973, il est reconnu coupable de sa responsabilité dans le meurtre de Juifs, de fonctionnaires de l'État soviétique, de membres de la résistance et d'handicapés mentaux commis par le Sonderkommando 4b en Ukraine en 1941-1942. Il est condamné à sept ans de prison.